# 蒙彼利埃 (印第安納州)
蒙彼利埃（英語：Montpelier）是一個位於美國印地安納州布萊克福德縣的城市。

## 地理
蒙彼利埃的座標為40°03′11″N 85°16′53″W / 40.05306°N 85.28139°W，而該地的平均海拔高度為265米（即869英尺）。

## 人口
根據2010年美國人口普查的數據，蒙彼利埃的面積為3.99平方千米，當中陸地面積為3.99平方千米，而水域面積為0.00平方千米。當地共有人口1805人，而人口密度為每平方千米452.38人。